# Kortemark
Kortemark é um município belga da província da Flandres Ocidental. O município é constituído pelas vilas de Handzame, Kortemark Werken e Zarren. Em Janeiro de 2006, o município de Kortemark tinha uma população de 11.976 habitantes. O município tinha uma área de 55,00 km² e uma densidade populacional de 218 por km².

## Divisão administrativa
Kortemark está dividida em três deelgemeenten Werken, Zarren e Handzame. À deelgemeente de Handzame pertence a paróquia de Edewalle.
| #      | Nome                           | Superfície | População (1999) |
| ------ | ------------------------------ | ---------- | ---------------- |
| I      | Kortemark                      | 20,51      | 6.068            |
| II (V) | Handzame - Handzame - Edewalle | 13,63      | 3.051            |
| III    | Zarren                         | 11,20      | 2.061            |
| IV     | Werken                         | 9,65       | 1.050            |

## Mapa

Mapa das deelgemeenten de Kortemark e vilas vizinhas. As áreas a amarelo são urbanas.

## Coordenadas geográficas
- Latitude: 51º01'N
- Longitude: 3º02'E

## Evolução demográfica
- Fonte:NIS - :1806 t/m 1970=volkstellingen de 31 Dezembro; censo de 1977= Habitantes em Janeiro
- 1977: Anexou as vilas de Handzame e de Zarren-Werken (+34,49 km² e 6.405 habitantes)